# IWGP 월드 헤비웨이트 챔피언십
IWGP 헤비웨이트 챔피언십(IWGP Heavyweight championship)은 신일본 프로레슬링의 챔피언십중 하나다. 신일본 프로레슬링에서는 월드 챔피언십을 나타낸다.

## 역사
1987년 6월 12일 료코쿠국기관에서 열린 토너먼트에서 신일본 프로레슬링의 설립자인 안토니오 이노키가 사이토 마사를 꺾고 토너먼트 우승을 차지하여 초대 챔피언에 등극한다.

## 기록들
- 초대 챔피언 : 안토니오 이노키
- 최장수 챔피언 : 하시모토 신야 (489일)
- 최단 기간 챔피언 : 사사키 켄스케 (16일)
- 최다 챔피언 : 타나하시 히로시 (7회)
- 최고령 챔피언 : 텐류 겐이치로 (49세 10개월)
- 최연소 챔피언 : 나카무라 신스케 (23세 8개월)

## 역대 챔피언 선수 목록
| #  | 선수명                      | 통산 | 날짜             | 보유기간 | 달성 대회                                | 방어 | 내용                                                                                      |
| -- | --------------------------- | ---- | ---------------- | -------- | ---------------------------------------- | ---- | ----------------------------------------------------------------------------------------- |
| 1  | 안토니오 이노키             | 1    | 1987년 6월 12일  | 325      | 섬머 빅 파이트 시리즈 1987               | 4    | 토너먼트 결승에서 사이토 마사를 꺾고 우승                                                 |
| 2  | 후지나미 타츠미             | 1    | 1988년 5월 8일   | 19       | 슈퍼 파이트 시리즈 1988                  | 1    | 안토니오 이노키 부상으로 공석 빅 밴 베이더 꺾고 획득                                      |
| 3  | 후지나미 타츠미             | 2    | 1988년 6월 24일  | 285      | IWGP 챔피언 시리즈 1988                  | 7    | 초슈 리키와의 경기가 노 콘테스트 인한 공석 초슈 리키 꺾고 획득                            |
| 4  | 빅 밴 베이더                | 1    | 1989년 4월 24일  | 31       | 배틀 새틀라이트 1989 인 도쿄 돔          | 0    | 공석으로 인한 타이틀 토너먼트 개최 토너먼트 결승에서 하시모토 신야를 꺾고 우승            |
| 5  | 살만 하시미코프             | 1    | 1989년 5월 25일  | 48       | 배틀 새틀라이트 1989 인 오사카 돔        | 0    |                                                                                           |
| 6  | 초슈 리키                   | 1    | 1989년 7월 12일  | 29       | 하우스 쇼                                | 0    |                                                                                           |
| 7  | 빅 밴 베이더                | 2    | 1989년 8월 10일  | 374      | 하우스 쇼                                | 4    |                                                                                           |
| 8  | 초슈 리키                   | 2    | 1990년 8월 19일  | 129      | 하우스 쇼                                | 1    |                                                                                           |
| 9  | 후지나미 타츠미             | 3    | 1990년 12월 26일 | 22       | 킹 오브 킹스                             | 0    |                                                                                           |
| 10 | 빅 밴 베이더                | 3    | 1991년 1월 17일  | 46       | 뉴 이어 대시 1991                        | 0    |                                                                                           |
| 11 | 후지나미 타츠미             | 4    | 1991년 3월 4일   | 306      | 빅 파이트 시리즈 1991                    | 3    |                                                                                           |
| 12 | 초슈 리키                   | 3    | 1992년 1월 4일   | 225      | 슈퍼 워리어 인 도쿄 돔                   | 4    | 그레이티스트 18 챔피언십 포함                                                             |
| 13 | 무토 케이지 (그레이트 무타) | 1    | 1992년 8월 16일  | 400      | G1 클라이맥스 스페셜 1992                | 5    | 그레이티스트 18 챔피언십 포함                                                             |
| 14 | 하시모토 신야               | 1    | 1993년 9월 20일  | 196      | G1 클라이맥스 스페셜 1993                | 4    |                                                                                           |
| 15 | 후지나미 타츠미             | 5    | 1994년 4월 4일   | 27       | 배틀 라인 규슈                           | 0    |                                                                                           |
| 16 | 하시모토 신야               | 2    | 1994년 5월 1일   | 367      | 레슬링 돈타쿠 1994                       | 9    |                                                                                           |
| 17 | 무토 케이지                 | 2    | 1995년 5월 3일   | 246      | 레슬링 돈타쿠 1995                       | 5    |                                                                                           |
| 18 | 타카다 노부히코             | 1    | 1996년 1월 4일   | 116      | 레슬링 월드 1996                         | 1    |                                                                                           |
| 19 | 하시모토 신야               | 3    | 1996년 4월 29일  | 489      | 배틀 포메이션                            | 7    |                                                                                           |
| 20 | 사사키 켄스케               | 1    | 1997년 8월 31일  | 216      | 파이널 파워 홀 인 요코하마               | 3    |                                                                                           |
| 21 | 후지나미 타츠미             | 6    | 1998년 4월 4일   | 126      | 안토니오 이노키 은퇴 기념 경기           | 2    |                                                                                           |
| 22 | 초노 마사히로               | 1    | 1998년 8월 8일   | 44       | 라이징 더 넥스트 제너레이션 인 오사카 돔 | 0    |                                                                                           |
| 23 | 스캇 노튼                   | 1    | 1998년 9월 23일  | 103      | 빅 웬즈데이                              | 4    | 초노 마사히로의 부상으로 공석 나가타 유지 꺾고 획득                                       |
| 24 | 무토 케이지                 | 3    | 1999년 1월 4일   | 340      | 레슬링 월드 1999                         | 5    |                                                                                           |
| 25 | 텐류 겐이치로               | 1    | 1999년 12월 10일 | 25       | 배틀 파이널 1999                         | 0    |                                                                                           |
| 26 | 사사키 켄스케 (파워 워리어) | 2    | 2000년 1월 4일   | 279      | 레슬링 월드 2000                         | 5    |                                                                                           |
| 27 | 사사키 켄스케               | 3    | 2001년 1월 4일   | 72       | 레슬링 월드 2001                         | 1    | 카와다 토시아키와 경기 후, 타이틀 공석 토너먼트 결승에서 카와다 토시아키 꺾고 우승        |
| 28 | 스캇 노튼                   | 2    | 2001년 3월 17일  | 23       | 하이퍼 배틀 2001                         | 0    |                                                                                           |
| 29 | 후지타 카즈유키             | 1    | 2001년 4월 9일   | 270      | 스트롱 스타일                            | 2    |                                                                                           |
| 30 | 야스다 타다오               | 1    | 2002년 2월 16일  | 48       | 파이팅 스피릿 2002                       | 1    | 후지타 카즈유키의 부상으로 공석 토너먼트 결승에서 나가타 유지 꺾고 우승                   |
| 31 | 나가타 유지                 | 1    | 2002년 4월 5일   | 392      | 토콘 스페셜                              | 10   |                                                                                           |
| 32 | 타카야마 요시히로           | 1    | 2003년 5월 2일   | 185      | 얼티메이트 크러쉬                        | 3    | NWF 헤비웨이트 챔피언십 포함                                                              |
| 33 | 텐잔 히로요시               | 1    | 2003년 11월 3일  | 36       | 요코하마 데드 아웃                       | 0    |                                                                                           |
| 34 | 나카무라 신스케             | 1    | 2003년 12월 9일  | 58       | 배틀 파이널 2003                         | 1    | 이후 2004년 1월 4일 레슬링 월드 2004에서 방어와 동시에 NWF 헤비웨이트 챔피언십 통합       |
| 35 | 텐잔 히로요시               | 2    | 2004년 2월 15일  | 26       | 파이팅 스피릿 2004                       | 1    | 나카무라 신스케의 부상으로 공석 토너먼트 결승에서 텐류 겐이치로 꺾고 우승                 |
| 36 | 사사키 켄스케               | 4    | 2004년 3월 12일  | 16       | 하이퍼 배틀 2004                         | 0    |                                                                                           |
| 37 | 밥 샙                       | 1    | 2004년 3월 28일  | 66       | 킹 오브 스포츠                           | 1    |                                                                                           |
| 38 | 후지타 카즈유키             | 2    | 2004년 6월 5일   | 126      | 더 크러시 II                             | 1    | 후지타 카즈유키와 K-1 대결로 인한 공석 텐잔 히로요시 꺾고 획득                            |
| 39 | 사사키 켄스케               | 5    | 2004년 10월 9일  | 64       | 프로레슬러 비 스트롱기스트               | 2    |                                                                                           |
| 40 | 텐잔 히로요시               | 3    | 2004년 12월 12일 | 70       | 배틀 파이널 2004                         | 0    |                                                                                           |
| 41 | 코지마 사토시               | 1    | 2005년 2월 20일  | 83       | 뉴 이어 골드 시리즈                      | 1    | 삼관 헤비웨이트 챔피언십 포함                                                             |
| 42 | 텐잔 히로요시               | 4    | 2005년 5월 14일  | 65       | 넥세스 VI                                | 1    |                                                                                           |
| 43 | 후지타 카즈유키             | 3    | 2005년 7월 18일  | 82       | 섬머 파이트 시리즈                       | 1    | 삼관 헤비웨이트 챔피언십 포함                                                             |
| 44 | 브록 레스너                 | 1    | 2005년 10월 8일  | 280      | 토콘 소조 뉴 챕터                        | 3    |                                                                                           |
| 45 | 타나하시 히로시             | 1    | 2006년 7월 17일  | 270      | 서킷 2006 터블런스                       | 4    | 브록레스너의 워킹 비자로 인한 공석 토너먼트 결승에서 자이언트 버나드 꺾고 우승            |
| 46 | 나가타 유지                 | 2    | 2007년 4월 13일  | 178      | 서킷 2007 뉴 재팬 브레이브 투어          | 2    |                                                                                           |
| 47 | 타나하시 히로시             | 2    | 2007년 10월 8일  | 88       | 익스플로전 '07                           | 1    |                                                                                           |
| 48 | 나카무라 신스케             | 2    | 2008년 1월 4일   | 114      | 레슬 킹덤 2                              | 2    | 이후 2008년 2월 17일 서킷 2008 뉴 재팬 이즘 투어에서 커트 앵글 꺾고 IWGP 통합 챔피언 달성 |
| 49 | 무토 케이지                 | 4    | 2008년 4월 27일  | 252      | 서킷 2008 뉴 재팬 브레이브 투어          | 4    |                                                                                           |
| 50 | 타나하시 히로시             | 3    | 2009년 1월 4일   | 122      | 레슬 킹덤 3                              | 3    |                                                                                           |
| 51 | 나카니시 마나부             | 1    | 2009년 5월 6일   | 45       | 디시던스                                 | 0    |                                                                                           |
| 52 | 타나하시 히로시             | 4    | 2009년 6월 20일  | 58       | 도미니언                                 | 1    |                                                                                           |
| 53 | 나카무라 신스케             | 3    | 2009년 9월 27일  | 218      | 서킷 2009 재팬 제너레이션 투어           | 6    | 타나하시 히로시의 부상으로 공석 마카베 토기 꺾고 획득                                     |
| 54 | 마카베 토기                 | 1    | 2010년 5월 3일   | 161      | 레슬링 돈타쿠 2010                       | 3    |                                                                                           |
| 55 | 코지마 사토시               | 2    | 2010년 10월 11일 | 85       | 디스트럭션 '10                           | 1    |                                                                                           |
| 56 | 타나하시 히로시             | 5    | 2011년 1월 4일   | 404      | 레슬 킹덤 5                              | 11   |                                                                                           |
| 57 | 오카다 카즈치카             | 1    | 2012년 2월 12일  | 125      | 더 뉴 비기닝                             | 2    |                                                                                           |
| 58 | 타나하시 히로시             | 6    | 2012년 6월 16일  | 295      | 도미니언                                 | 7    |                                                                                           |
| 59 | 오카다 카즈치카             | 2    | 2013년 4월 7일   | 391      | 인베이전 어택                            | 8    |                                                                                           |
| 60 | AJ 스타일스                 | 1    | 2014년 5월 3일   | 163      | 레슬링 돈타쿠 2014                       | 2    |                                                                                           |
| 61 | 타나하시 히로시             | 7    | 2014년 10월 13일 | 121      | 킹 오브 프로 레슬링                      | 1    |                                                                                           |
| 62 | AJ 스타일스                 | 2    | 2015년 2월 11일  | 144      | 더 뉴 비기닝 인 오사카                   | 1    |                                                                                           |
| 63 | 오카다 카즈치카             | 3    | 2015년 6월 5일   | 280      | 도미니언 인 오사카 성 홀                 | 3    |                                                                                           |
| 64 | 나이토 테츠야               | 1    | 2016년 4월 10일  | 70       | 인베이전 어택 2016                       | 1    |                                                                                           |
| 65 | 오카다 카즈치카             | 4    | 2016년 6월 19일  | 385+     | 도미니언 인 오사카 성 홀                 | 7    | 현 챔피언                                                                                 |

## 같이 보기
- G1 CLIMAX
- 뉴 재팬 컵